# Saint-Zacharie (Quebec)
| Saint-Zacharie                |                        |
|                               |                        |
| Coordenadas: 46°08' N 70°22'W |                        |
| Província                     | Quebec                 |
| Região administrativa         | Chaudière-Appalaches   |
| Incorporado em                | 18 de abril 1990       |
| Prefeito                      | Daniel Gagné           |
| Código postal                 | G0M 2C0                |
|                               |                        |
| Área                          |                        |
| - Cidade                      | 189,7 km², 73,2 mi²    |
| Fuso horário                  | UTC -5                 |
| População (2006)              |                        |
| - Cidade                      | 1.900                  |
| - Densidade                   | 10 hab/km², 25 hab/mi² |

Saint-Zacharie é um município canadense do conselho municipal regional de Les Etchemins, Quebec, localizado na região administrativa de Chaudière-Appalaches. Em sua área de pouco mais de 180 km², habitam quase duas mil pessoas.